# Wayne „Crescendo“ Ward
Wayne „Crescendo“ Ward ist ein US-amerikanischer Schauspieler, Filmproduzent, Filmeditor, Kameramann und Tänzer sowie Choreograf.

## Leben
Ward besuchte die Austin High School und studierte von 1984 bis 1986 am American Film Institute Film- und Fernsehproduktion. Seit September 1999 ist er der Geschäftsführer der Dance For Education Foundation. Zu Beginn des 21. Jahrhunderts war er als Fernsehproduzent und Filmeditor bei wechselnden Produktionsstudios tätig. Seit April 2003 ist er Geschäftsführer der von ihm gegründeten Produktionsfirma Wardance Entertainment.
Erste Rollen als Schauspieler erhielt Ward Mitte der 1980er Jahre in den Filmproduktionen Body Rock und Strangers in Paradise, in denen er jeweils Tänzer darstellte und von seiner Tanzausbildung profitierte. 1985 wirkte er in der Fernsehserie FTV mit. 1988 erhielt er eine Nebenrolle in der Filmproduktion Zebo, der Dritte aus der Sternenmitte. 1994 erhielt er in der Komödie Die nackte Kanone 33⅓ erneut eine Rolle als Tänzer. 2003 stellte er im Fernsehfilm Encrypt – Der Schlüssel zum Überleben die Rolle des Ebershaw dar. 2015 stellte er im Film Maul Dogs die größere Rolle des Rappers 2Strike dar. 2016 folgte mit der Rolle des Artefaktensammlers Ace in Sinbad and the War of the Furies eine der Hauptrollenbesetzungen. 2018 war er im Kurzfilm Buying Happiness, 2019 im, Kurzfilm Ant zu sehen.
Seit 2010 tritt er auch als Filmeditor in Erscheinung. Nennenswerteste Tätigkeit sind arbeiten an insgesamt neun Episoden der Fernsehserie Easy Way Out im Jahr 2013. Seit 2017 ist Ward als Kameramann für Kurzfilmproduktionen tätig.

## Filmografie (Auswahl)

### Schauspiel
- 1984: Body Rock
- 1984: Strangers in Paradise
- 1985: FTV (Fernsehserie, verschiedene Rollen)
- 1988: Zebo, der Dritte aus der Sternenmitte (Earth Girls Are Easy)
- 1991: The Five Heartbeats
- 1991: Ari & Sam (Pyrates)
- 1993: CB4 – The Movie (CB4)
- 1994: Die nackte Kanone 33⅓ (Naked Gun 33⅓: The Final Insult)
- 1998: Show and Prove (Kurzfilm)
- 1999: Cyberdorm
- 2003: Encrypt – Der Schlüssel zum Überleben (Encrypt, Fernsehfilm)
- 2011: Few Options
- 2012: Fidelis (Kurzfilm)
- 2015: Maul Dogs
- 2016: Sinbad and the War of the Furies
- 2018: Buying Happiness (Kurzfilm)
- 2019: Ant (Kurzfilm)

### Filmschnitt
- 2010: Vanguard
- 2011: Swimsuit USA International Model Search (Fernsehkurzfilm)
- 2012: The Legacy Letters (Kurzfilm)
- 2013: The American Dream Revised (Fernsehserie)
- 2013: Heroine Legends: The Evil Path (Fernsehserie, Episode 1x02)
- 2013: Easy Way Out (Fernsehserie, 9 Episoden)

### Kameramann
- 2017: Black eyed dog (Kurzfilm)
- 2017: Inquisitors the Serpent (Kurzfilm)
- 2017: A Message From The Joker (Kurzfilm)
- 2018: Buying Happiness (Kurzfilm)

## Theater (Auswahl)
- The Defiant Ones, Ensemble Theater
- Blackboard Jungle, Theatre in the Round
- Streamers, Fig Tree Theatre
- A Raisin in the Sun, Ill, State College